# Glia
Glia, biljni rod iz porodice štitarki, smješten u tribus Heteromorpheae. Postoje tri priznate vrste polugrmova i trajnica, endemi iz (Južne Afrike
Rod je opisan u Flora Capensis 2: 547. 1862.

## Vrste
1. Glia decidua B.-E.van Wyk
2. Glia pilulosa B.-E.van Wyk
3. Glia prolifera (Burm.f.) B.L.Burtt